# Desde siempre
Desde siempre è un album di raccolta del cantante portoricano Chayanne, pubblicato nel 2005.

## Tracce
1. Contra vientos y mareas – 4:02 (Franco De Vita) – Canzone inedita
2. Un siglo sin ti – 4:41 (Franco De Vita) – Sincero (2003)
3. Volver a nacer – 4:56 (Estéfano, Ximena Zapata) – Volver a nacer (1996)
4. Cuidarte el alma – 4:13 (Cristian Zalles, Marc Durandeau) – Sincero (2003)
5. Fuiste un trozo de hielo en la escarcha – 4:45 (José María Cano) – Chayanne II (1988)
6. Atado a tu amor – 5:03 (Estéfano) – Atado a tu amor (1998)
7. El centro de mi corazón – 3:50 (Alejandro Vezzani) – Provócame (1992)
8. Pienso en ti – 4:17 (Estéfano) – Atado a tu amor (1998)
9. Yo te amo – 4:50 (Estéfano) – Simplemente (2000)
10. Solamente tu amor – 3:25 (Donato Póveda, Hal S. Batt) – Volver a nacer (1996)
11. Daría cualquier cosa – 3:24 (Julio Seijas, Luis Gómez-Escolar) – Tiempo de vals (1990)
12. Entre mis recuerdos – 3:47 (Albert Hammond, Holly Knight) – Volver a nacer (1996)

## Classifiche
| Classifica (2005) | Posizione più alta |
| ----------------- | ------------------ |
| Argentina         | 2                  |
| Spagna            | 4                  |